# Neues Slowenien
Neues Slowenien – Die Christdemokraten (slowenisch Nova Slovenija-Krščanski demokrati, Abkürzung: NSi) ist eine konservative, Christdemokratische und (für Slowenische Standards) eine Wirtschaftsliberale politische Partei in Slowenien.

Altes Logo

Sie ist Mitglied der Europäischen Volkspartei. Vorsitzender ist Matej Tonin. Bei der Parlamentswahl 2018 errang NSi 7,16 % der Stimmen und damit 7 Sitze in der Slowenischen Nationalversammlung.

## Geschichte
Abgeordnete der NSi im slowenischen Parlament:
Neues Slowenien wurde 2000 von Mitgliedern der Slowenischen Christdemokraten (SKD) gegründet, die nicht mit der Vereinigung ihrer Partei mit der Slowenischen Volkspartei (Slovenska ljudska stranka SLS) einverstanden waren.
Ihr erster Vorsitzender war der ehemalige slowenische Ministerpräsident Andrej Bajuk, der zurücktrat, als die Partei bei den Wahlen 2008 nicht mehr den Einzug ins Parlament schaffte. Seit den Wahlen 2011 ist die Partei wieder im Parlament vertreten.

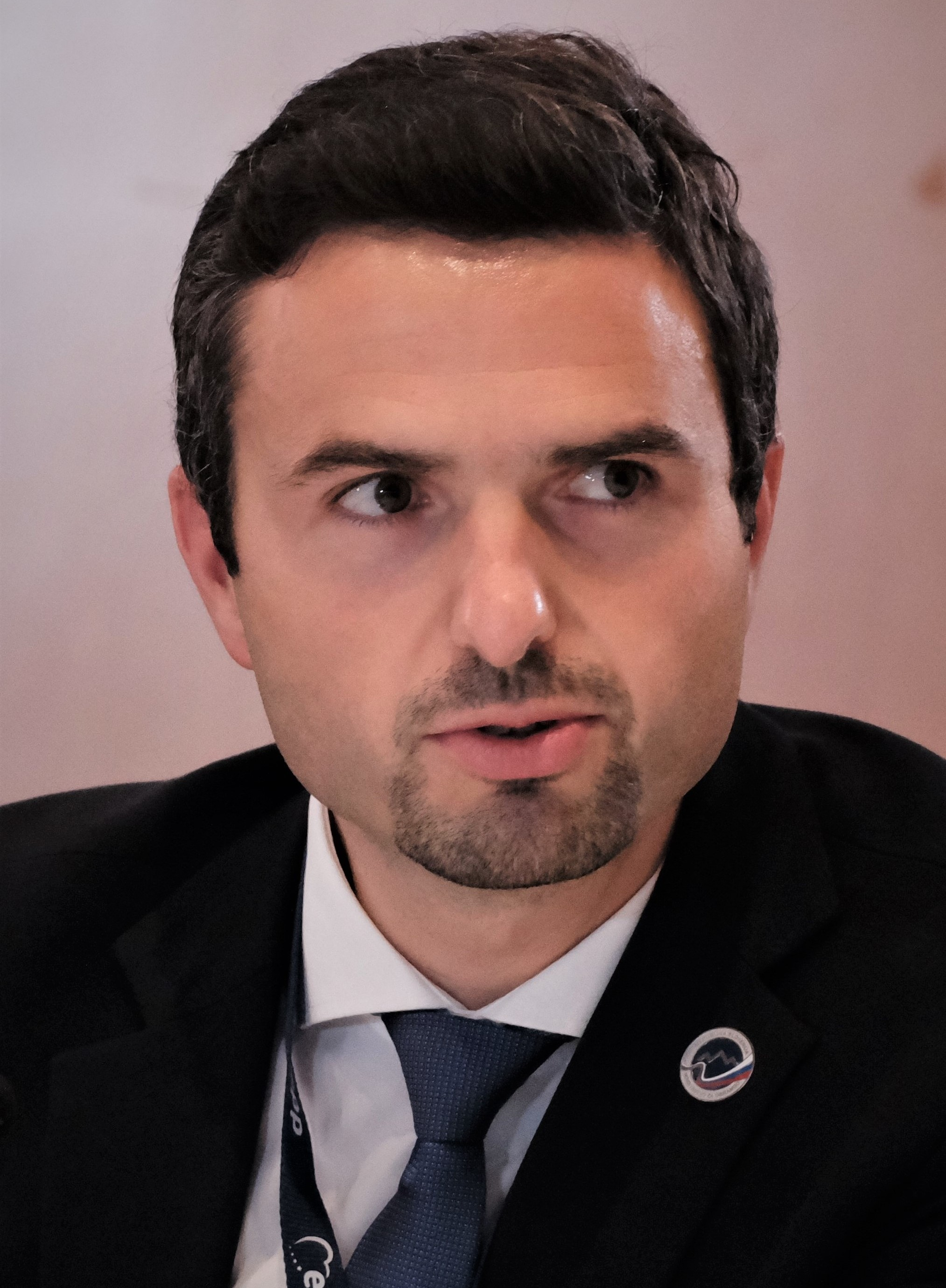
Präsident der Neuen Slowenien seit 2018-Matej Tonin

Bei den Parlamentswahlen 2000 erzielte die Partei 8,7 % der Stimmen und 8 Mandate. Bei den Parlamentswahlen 2004 erreichte sie einen Stimmanteil von 9,1 % und war mit 9 von insgesamt 90 Abgeordneten in der slowenischen Nationalversammlung (Državni zbor) vertreten. Bei den Wahlen 2008 blieb sie mit 3,4 % der Stimmen unterhalb der Sperrklausel von 4 % und war nicht mehr im Parlament vertreten. Bei den vorgezogenen Wahlen 2011 erreichte sie nach dem vorläufigen Endergebnis mit 4,8 % der Stimmen und 4 Sitzen den Wiedereinzug ins Parlament. Bei den Parlamentswahl 2018 bekam die Partei 7,16 % und erreichte 7 Sitze. Von 2020 bis 2022 waren sie in der slowenischen Regierung vertreten. Bei der Parlamentswahl 2022 bekam die Partei 6,86 %. So hatte Neues Slowenien von den Parlamentsparteien den kleinsten Verlust. Die Partei bekam acht Sitze und wurde die dritt stärkste Partei im slowenischen Parlament.